# Бартика
Барти́ка (англ. Bartica) — місто в державі Гаяна. Адміністративний центр регіону Куюні-Мазаруні.

## Географія
Місто розташоване на лівому березі річки Ессекібо в тому місці, де в неї впадають річки Куюні та Мазаруні.

## Історія
У 1616 році сюди прибули голландці і, виявивши руїни побудованого португальцями форту, звели тут Форт-Кік-Овер-Ал, що став адміністративним центром колонії Ессекібо. У XVII—XVIII століттях форт використовувався для оборони від нападів як місцевих індіанців, так і військових контингентів інших європейських націй, проте на початку XIX століття, після переходу цих земель під владу Великої Британії, був поступово покинутий.
У 1842 році тут з'явилося поселення місіонерів-англіканців, що отримало назву «Бартика», що в перекладі з мови місцевих індіанців означає «червона земля». Поступово навколо нього розвинувся населений пункт.
У 2008 році на місто було здійснено напад збройної банди, яка влаштувала різанину на вулицях.

## Населення
У 2012 році населення Бартики становило близько 20 тисяч осіб.

## Транспорт
За 6 км на північний захід від міста знаходиться Аеропорт Бартика.

## Відомі уродженці
- Френк Боулінг — британський художник[1].